# Бёрли, Крис
Крис Бёрли (англ. Kris Burley; род. 24 августа 1979, Труро, Новая Шотландия, Канада) — канадский гимнаст. Участник Летних Олимпийских игр 1996 года. Представитель программы Канадского олимпийского комитета по борьбе с гомофобией в спорте. Член зала славы Новой Шотландии. Спортсмен года по версии журнала Sport New Brunswick (1997), Gymnastics Canada (1996, 1998).

## Биография
Крис Бёрли родился 24 августа 1979 года в Труро, Новая Шотландия.
Заниматься гимнастикой стал с раннего детства. Во время своего первого участия в чемпионате Канады по художественной гимнастике среди юниоров. одержал победу, опередив ближайшего соперника на 6,5 балла.
В 14 лет принял участие в своём первом международном соревновании - Играх Содружества. Дебют вышел успешным - золото в командных соревнованиях (позже Бёрли назовёт эту медаль одну из самых значимых в его жизни), серебро опорном прыжке, вольных упражнениях и брусьях.
Спустя год принимает участие в Панамериканских играх. На соревновании выступил успешно, заработав две бронзовые медали в опорном прыжке и вольных упражнениях.
В связи с успешными результатами на международных соревнованиях, был внесён в список канадских гимнастов выступающих на Летних Олимпийских игр 1996 года. Несмотря на большие ожидания от канадских СМИ, олимпиаду провалил, заняв 81 место в опорных упражнениях, 88 место на перекладине, 40 место в опорном прыжке, 69 место в индивидуальных соревнованиях, 64 место в параллельных брусьях, 96 место на коне и 97 место на кольцах.
Спустя два года снова принимает участие в Играх Содружества, заработав серебро в мужском соревновании и бронзу в командном соревновании.
Через год принимает участие в панамериканских играх. На турнире зарабатывает две бронзовые медали в командном соревновании и опорном прыжке. После турнира решает завершить карьеру профессионального спортсмена, занявшись работой комментатором соревнований. Активно содействовал в выборе города проведения панамериканских игр в 2015 году.

## Личная жизнь
Является открытым геем, совершил каминг-аут после завершения карьеры спортсмена.